# 레젤로
레젤로(이탈리아어: Reggello)는 이탈리아 토스카나주 피렌체현에 있는 코무네다. 피렌체로부터 남동쪽 25km 거리에 있다.